# Райт, Кэти
Кэ́трин «Кэ́ти» Райт (англ. Katherine «Katie» Wright; род. 25 декабря 1971, Канзас-Сити, Миссури, США) — американская актриса.

## Биография
Кэтрин Райт родилась 25 декабря 1971 года в Канзас-Сити (штат Миссури, США).
Кэти снималась в кино 8 лет, в 1993—2001 года, и за это время она сыграла в 22-х фильмах и телесериалах. Дебютная работа Райт в кино — роль Джейн в двух эпизодах телесериала «Чудесные годы», а последняя работа в кино — роль Кристины в фильме «Хорошие вещи».
С 2007 года Кэти состоит в фактическом браке с актёром Хэнком Азария (род.1964). У пары есть сын — Хэл Азария (род.06.06.2009).